# Rat
Rattet er et hjul, der bruges til at styre den retning et fartøj skal bevæge sig imod. Et rat kan drejes i to retninger og regulere én styrevariabel, f.eks. to forhjuls retning. De fleste kender rattet fra biler, men rat anvendes til de fleste landkøretøjer og også både.
Andre manøvrefunktioner integreres i rattet, da førerens hånd altid er tæt på. Retningsviser/blinklys, radio, telefon, horn, gearvælger f. eks.
Biler, som er udstyret med airbags, har altid en airbagenhed indbygget i rattet (førerens airbag).
For optimal kontrol skal et rat helst være betrukket med et skridsikkert materiale, så man ikke risikerer, at hænderne glider. Nogle rat er udstyret med en knop, så man kan betjene rattet sikkert med kun en hånd.

## Rattets placering i motorkøretøjer
Når rattet i et køretøj sidder i venstre side, kaldes det venstrestyring. Venstrestyrede biler bruges oftest i lande med højrekørsel og gør det lettere for en bilist, der forbereder overhaling, at kontrollere modkørende trafik uden at skulle helt over i den modsatte kørebane. I Sverige benyttedes venstrestyrede biler også i tiden med venstrekørsel (før 3. september 1967), men busserne havde højrestyring og døren på venstre side. Da højrekørsel indførtes, fik busserne en ny dør på højre side.
Højrestyrede biler findes normalt i lande med venstrekørsel, men benyttes også af postkøretøjer i lande med højrekørsel, da føreren kan stige ud på fortovet i forbindelse med postuddeling og dermed sparer en del skridt i løbet af arbejdsdagen.